# Alejandra Jacinto
Alejandra Jacinto Uranga (Madrid, 4 de agosto de 1989) es una abogada, politóloga y activista española, miembro de la Comisión Jurídica de la Plataforma de Afectados por la Hipoteca (PAH) y vicepresidenta de la Asociación Libre de Abogadas y Abogados de Madrid. Fue diputada de la Asamblea de Madrid y portavoz del grupo Unidas Podemos. Fue incluida en la campaña Valiente de Amnistía Internacional, cuyo objetivo era aumentar el reconocimiento y la protección de las personas que defienden los derechos humanos en el mundo.

## Trayectoria
Jacinto se licenció en 2012 en Derecho y Ciencias Políticas y de la Administración por la Universidad Autónoma de Madrid (UAM) y ejerce como abogada del turno de oficio. Es socia fundadora del Centro de Asesoría y Estudios Sociales (CAES), una cooperativa integral de trabajadores y consumidores, donde ejerce como abogada desde el año 2012. Se unió a la Plataforma de Afectados por la Hipoteca (PAH) en 2012, tras el estallido del Movimiento 15-M, donde participó activamente en la asamblea de Stop Desahucios del distrito de Usera.
En octubre de 2013, se incorporó a la por entonces recién creada Plataforma de Afectados por la Vivienda Pública y Social (PAVPS). Fue vocal de la Junta Directiva de ALA entre 2015 y 2017 y posteriormente fue nombrada vicepresidenta de la asociación. Concurrió como vocal en la lista presentada por la Asociación Libre de Abogadas y Abogados de Madrid a las elecciones del Colegio de la Abogacía de Madrid de 2017.
Desde 2017, Jacinto desempeñó el cargo de portavoz de la iniciativa legislativa popular (ILP) por el derecho a la vivienda para la Comunidad de Madrid. Como parte de las acciones de reivindicación, en mayo de 2019 participó en un escrache a la concejala de Ciudadanos Begoña Villacís.
En marzo de 2021, fue incluida como candidata independiente en el puesto número cuatro de la lista de Unidas Podemos a las elecciones de la Asamblea de Madrid, siendo elegida diputada y designada coportavoz del grupo parlamentario.
Fue la cabeza de lista de la coalición electoral Podemos-Izquierda Unida-Alianza Verde en las elecciones autonómicas del 28 de mayo de 2023, que consiguió el 4,76% de los votos. Las elecciones a la Asamblea de Madrid establecen una barrera electoral del 5%, por lo que la coalición no pudo optar al reparto de escaños. Jacinto perdió su escaño de diputada en la Asamblea de Madrid.
De cara a las elecciones generales del 23 de julio de 2023 fue nombrada portavoz de Vivienda de la coalición electoral Sumar.
El 2 de octubre de 2023, Jacinto anunció su retirada de la política y su vuelta al ejercicio de la abogacía.

## Reconocimientos
En mayo de 2018, Amnistía Internacional puso en marcha la campaña Valiente, cuyo objetivo era aumentar la presencia de las defensoras de derechos humanos en Wikipedia. De esta forma, se incluyó a Jacinto junto a otras activistas como Alba Teresa Higueras, defensora colombiana de los derechos humanos y de la mujer; Alba Villanueva, activista española por el derecho a la libertad de expresión; Arantxa Mejías, activista española por el derecho a la vivienda; Asha Ismail, activista keniana contra la mutilación genital femenina; La Colectiva, asociación de mujeres colombianas y españolas refugiadas, exiliadas y migradas; y Leonora Castaño, campesina colombiana y defensora de los derechos de la mujer.